# 아우디 100
아우디 100 또는 아우디 200는 폭스바겐 그룹의 아우디의 준대형 세단이다. 북미에서는 아우디 5000라고도 한다. 1968년부터 1997년까지 4세대(C1~C4)에 걸쳐 생산되었다.
1993년, 약간의 스타일 변경을 거쳐 새로운 아우디 명명 방식에 따라 아우디 A6 시리즈로 이름이 바뀌었고, 1997년에는 내부 코드명 C5인 차세대 A6로 대체되었다.

## 아우디 100 (C1, 1968–1976)
1. ↑  “Autotest Audi 100 Coupe S”. 《Autocar》 136 (3960): 22–27. 1972년 3월 9일.